# Alue Rangan
Alue Rangan is een bestuurslaag in het regentschap Oost-Atjeh van de provincie Atjeh, Indonesië. Alue Rangan telt 378 inwoners (volkstelling 2010).